# Goon
Goon este un film canadian de comedie din 2011 regizat de Michael Dowse, după un scenariu de Jay Baruchel și Evan Goldberg, cu Seann William Scott și Liev Schreiber în rolurile principale.

## Povestea
Doug Glatt (Seann William Scott), din Massachusetts, se simte ostracizat de familia sa, tatăl său (Eugene Levy), și fratele fiind ambii medici. Într-o zi el a participat la un joc din liga inferioară de hochei cu prietenul său Pat (Jay Baruchel). Pat ironizează echipa inamică aflată în vizită în timpul unei lupte și unul dintre jucătorii lor urcă în standuri. Doug, în apărarea prietenului său, repede-l bate pe hocheist, el fiind aplaudat de restul mulțimii. Curând după aceea, Doug primește un telefon de la antrenorul echipei din orașul său natal, care îi oferă un loc de muncă ca un agent de supraveghere, un jucător al cărui rol este de a proteja coechipierii săi și să acționeze ca un factor de descurajare prin lovirea sau combaterea jucătorilor care se i-au în conflict cu colegii din echipa sa.